# ルーカス・テリア
ルーカス・テリア（英：Lucas Terrier）は、イギリスのイングランド原産のテリア犬種のひとつである。
名前はよく似るが、スポーティング・ルーカス・テリアはこれとは別の犬種である。

## 歴史
第二次世界大戦後に誕生した犬種である。イングランドでは英雄や国会議員、テリアのブリーダーとして著名なジョスリン・ルーカスという人物に作出された。ルーカスはシーリハム・テリアを好んで狩猟に使っていたが、シーリハムが年々ショードッグとして改良されていき、体重が重くなりすぎて走れなくなったり、体高が高く頭が大きいことで獲物の巣穴にもぐれなくなったり、コートが柔らかく絡まりやすくなって身を守る役割を果たさなくなるなど問題により実猟犬として働くことが出来なくなってしまうのではないかと危機感を抱いていた。そこで、猟犬としてのシーリハムの能力を保存し、且つその現代版の犬種を目指して作られたのがルーカス・テリアである。性格面以外の外見などは実猟タイプのシーリハムの姿をとどめることにこだわり、ベースに自分のブリードしている実猟タイプのシーリハムを使った。これに体を小さめにし、性格を和らげてより扱いやすい犬にするため、ノーフォーク・テリアなどを掛け合わせて完成した。
主にネズミ、アナグマ、カワウソを狩るのに使われた。ネズミは単独で、その外は小規模なパックで狩りを行う。獲物の臭いを追跡し、発見すると追いかける。獲物が穴にもぐると自身もその中に入り、穴の中で獲物と戦って仕留める。又、ハウンド犬とコンビを組んで狩りを行うこともある。このときは穴に獲物を追い詰めて獲物を殺すことはせず、地上におびき出してハウンド犬に仕留めてもらうという連携で狩りを行う。尚、ハウンド犬の役割を人が担い、穴から出てきた獲物を猟銃で仕留めることもある。
もとから希少な犬種で、イングランド国内でも中々見ることが出来ない珍しい犬種である。ほぼ全ての犬が実猟犬として使われているが、リタイア犬はペットとして飼育されている。

## 特徴
シーリハムと比べると頭部が小さく、首も短めで体重は軽く、胴も短い。毛色の容認範囲も広い。
足が短いため走るのは早くないが、持久力があり起伏の激しい場所でも駆け回ることが出来る。マズルは短めで、耳は垂れ耳、尾は垂れ尾だが、時に短く断耳することがある。全身をウエーブがかったシャギーコート（むく毛）に近いロングコートで覆っていて、眉毛、顎鬚、口髭も豊かである。毛色はシーリハムと同じく純白の他、ブロンドからグレーまで、単色であればほとんど認められている。ただし、キツネと紛らわしい毛色はあまりよくないとされている。小型犬サイズで、性格は忠実で従順、温和だが狩猟本能が高く、狩猟中や有事の際には勇猛果敢になる。ただし不必要な獰猛さや攻撃性はセーブされており、正しく飼育していれば主人家族には牙を向かない。テリア犬種特有の気が強く頑固な「テリア・キャラクター」という性質は薄めである。かかりやすい病気はコートが目に入って起こる眼疾患、抱き方が正しくないことで起こりやすい椎間板ヘルニアなどがある。やはり抱く時には片手で胸を、もう片手で腰を抱えて抱くことが大切である。活発だが、運動量そのものは普通である。